# Saúl Fernández García
Saúl Fernández (Valdés (Astúries), 9 d'abril de 1985) és un futbolista asturià, que ocupa la posició de migcampista. Ha estat internacional amb les categories inferiors de la selecció espanyola.

## Trajectòria
Després de passar pels filials de l'Sporting de Gijón, la temporada 05/06 fitxa pel Màlaga CF, per jugar amb el seu filial, per aquell temps a Segona Divisió, tot i que arriba a debutar amb el primer equip a la màxima categoria.
És suplent al Málaga de la temporada 06/07 i al Llevant UE de la temporada 07/08. Al quadre llevantinista alterna el primer equip amb el filial. L'estiu del 2008 fitxa per un altre club del País Valencià, l'Elx CF, amb qui qualla una bona temporada: marca vuit gols en 35 partits.